# 科斯普登湖

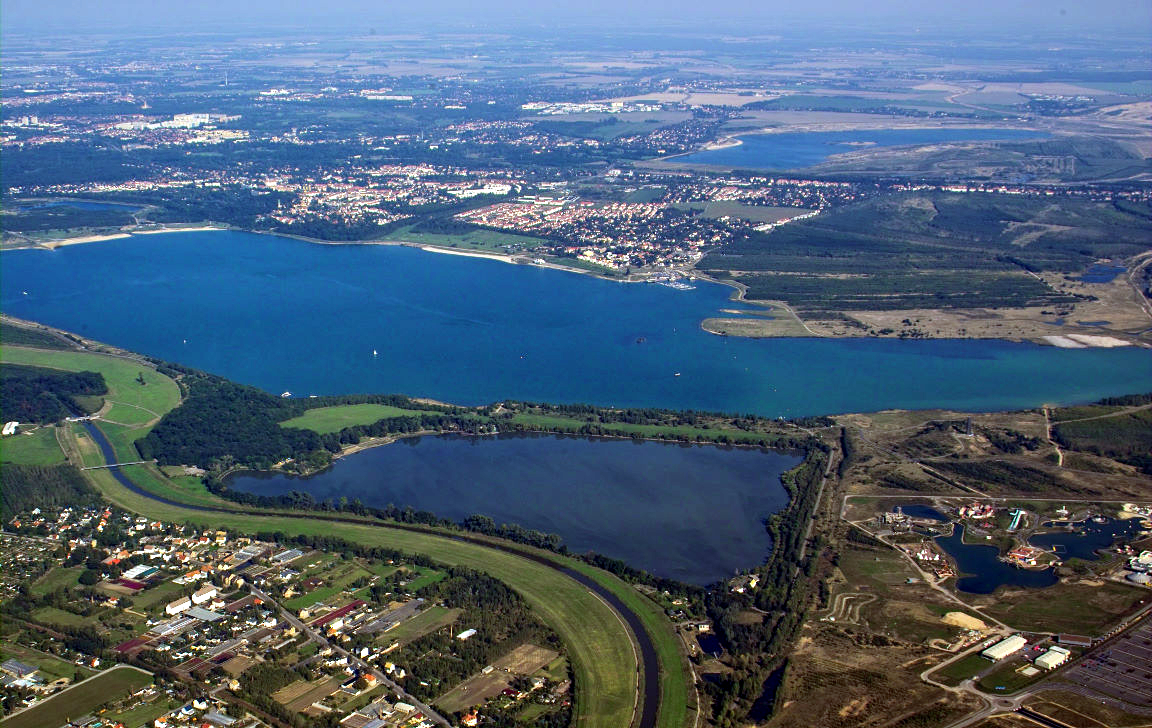

51°16′10″N 12°20′7″E / 51.26944°N 12.33528°E
科斯普登湖（德語：Cospudener See），是德國的湖泊，位於該國東部，由薩克森自由州負責管轄，長4公里、寬1.7公里，面積4.4平方公里，海拔高度110米，平均水深25米，最大水深55米，湖岸線長度10.5公里。